# Sakari Jurkka
Sakari Jurkka (16 de septiembre de 1923 – 13 de diciembre de 2012) fue un actor teatral, cinematográfico y televisivo finlandés.

## Biografía
Su nombre completo era Heikki Sakari Jurkka, y nació en Oulu, Finlandia, siendo sus padres la actriz Emmi Jurkka y el director y actor Eino Jurkka. Ambos trabajaban en Oulu, en el Teatro Työväen Näyttämöllä, en el momento de su nacimiento. Eran también actores sus hermanos Jussi y Vappu, así como sus primos Rauli Tuomi y Liisa Tuomi.
El primer papel teatral de Jurkka fue el pastorcillo en la obra Sudenmorsian representada en Helsinki en el Helsingin Kansanteatteri. A lo largo de su carrera trabajó en Tampere (Työväen Teatteri) y en los teatros de Helsinki Intimiteatteri, Helsingin Kaupunginteatteri y Teatro Nacional de Finlandia. Además, fue director del Teatro Kaupunginteatteri de Lahti entre 1972 y 1974, y del Teatteri Jurkka, en Helsinki, entre 1974 y 1976.
Jurkka fue también actor televisivo y cinematográfico y director de tres largometrajes. Su papel más destacado llegó con la película Minäkö isä!, por la cual obtuvo en el año 1954 el Premio Jussi al mejor actor.
Kakari Jurkka falleció en diciembre de 2012 en Espoo, Finlandia, a los 89 años de edad, tras una larga enfermedad. Se había casado tres veces. En 1946 se casó con Tuija Räikkönen, en 1952 con Anja Kola, y con Helen Elde en 1963. Tuvo tres hijos, siendo dos de ellos actores, Timo y Mikko.

## Filmografía (selección)

### Actor
- 1940 : Runon kuningas ja muuttolintu
- 1947 : Maaret – tunturien tyttö
- 1951 : Gabriel, tule takaisin
- 1951 : Pitkäjärveläiset
- 1952 : Salakuljettajan laulu
- 1952 : Noita palaa elämään
- 1953 : Kuningas kulkureitten
- 1953 : Alaston malli karkuteillä
- 1954 : Kovanaama
- 1954 : Minäkö isä!
- 1954 : Olemme kaikki syyllisiä
- 1954 : Rakastin sinua, Hilde
- 1955 : Säkkijärven polkka
- 1955 : Helunan häämatka
- 1956 : Evakko
- 1956 : Jokin ihmisessä
- 1956 : Rintamalotta
- 1956 : Anu ja Mikko
- 1956 : Silja – nuorena nukkunut
- 1957 : Pää pystyyn Helena
- 1958 : Kulkurin masurkka
- 1958 : Paksunahka
- 1959 : Patarouva
- 1961 : Voi veljet, mikä päivä!
- 1962 : Taape tähtenä
- 1963 : Kustaa III (TV)
- 1965 : Täällä alkaa seikkailu
- 1968 : Mies elää (TV)
- 1970 : Akseli ja Elina
- 1973 : Pohjantähti
- 1979 : Natalia
- 1979-1980 : Rauhanranta 12 (serie TV)
- 1981 : Pölhölä
- 1984 : Kun Hunttalan Matti Suomen osti
- 1989 : Seitsemän veljestä (serie TV)
- 1990 : Lentsu (serie TV)
- 1993 : Harjunpää ja kiusantekijät
- 1995 : Kotikatu (serie TV)
- 1997-1998 : Nitrokabinetti (serie TV)
- 2003 : Raid

### Director
- 1954 : Leena
- 1955 : Helunan häämatka
- 1961 : Voi veljet, mikä päivä!